# Potros Chetumal
El Club Potros Chetumal fue un equipo de fútbol que iba a empezar a militar a partir del Torneo de Apertura 2008 en la Primera División 'A' de México. Tenía su sede en la ciudad Chetumal, Quintana Roo e iban a jugar sus partidos de local en el Estadio José López Portillo. Eran filial del equipo Atlante.

## Historia
Tras la mudanza del Club de Fútbol Atlante a la Ciudad de Cancún, Quintana Roo en el año de 2007, se crean una serie de acuerdos entre el equipo y el Gobierno del Estado, marcando entre uno de los acuerdos el llevar un equipo de la Primera División 'A' de México a la capital del estado, Chetumal.
Un año después, y tras el fallido intento de ascenso del Club León a la Primera División de México, el Grupo Pegaso decide dejar de lado a los Esmeraldas, y en conjunto con el Gobierno del Estado, el 16 de junio de 2008 se da a conocer la noticia de que se llevaría un equipo de fútbol profesional que militaría en la Primera División A, a Chetumal, el cual al principio llevaría el mote de Manatíes. Sin embargo, menciona el gobernador del Estado, Félix González Canto, que se realizaría una consulta en la ciudad de Chetumal para apadrinar al equipo.
El 2 de julio, al finalizar el Draft de la Primera División A, se da a conocer que el Club de Fútbol Atlante adquiere una franquicia, la cual nombra Potros Chetumal.
El 6 de julio, el ayuntamiento de Othon P. Blanco convoca a la ciudadanía a apadrinar al nuevo equipo, instalando para esto módulos a lo largo de la ciudad en donde las personas podrían dar a conocer sus propuestas, las cuales se recibieron hasta el día 12 de julio, resultados los cuales no han sido dados a conocer hasta la fecha.
El primer partido oficial en la liga para el equipo será ante la filial de los Jaguares de Chiapas el 20 de julio, en el Víctor Manuel Reyna de Tuxtla Gutiérrez, Chiapas. Posterior a esto, sostendrá un partido de presentación ante la comunidad el día 27 de julio, ante el equipo de la Tercera División de México los Tigrillos de Chetumal.
En el 2009, el grupo Pegaso cambia de sede a Potros Chetumal de Chetumal a Nezahualcóyotl para participar en la nueva Liga de Ascenso, adicional a esto, se sabe que los mismos dejaron importantes deudas en la capital Quintanarooense.

## Jugadores

### Plantilla Clausura 2011
- Actualizado el 8 de enero de 2011.[3]